# 하이퍼텍스트 시
하이퍼텍스트 시는 1980년대 하이퍼텍스트 문학이 붐을 일었을 때, 일련의 디지털 아티스트들이 디지털 환경에 걸맞은 시의 창작의 필요성을 느끼고 제작한 새로운 형태의 시다. 하이퍼텍스트 시란 말 그대로 하이퍼링크(hyperlink)로 구성된 시를 일컫지만, 기술이 발전하면서 이미지와 소리가 시에 도입되는 등 그동안 많은 변화를 거듭해 왔다. 독자들은 하이퍼링크를 통해 시의 구절 혹은 단어들을 선택하게 되고, 이는 독자들의 참여가 가능하다는 점에서 전통 문학의 문법과 독법을 완전히 뒤엎은 것이었다. 요컨대 작가와 독자의 상호작용이 가능하고 독자의 선택과 참여가 중요하다는 점에서, 하이퍼텍스트 시는 비선형적 문학으로 분류될 수 있을 것이다.
하이퍼텍스트 시는 롤랑 바르트(Roland Barthes), 미셸 푸코(Michel Foucault), 질 들뢰즈(Gilles Deleuze), 자크 데리다(Jacques Derrida) 등 포스트모더니즘 학자들의 논의를 이론적인 배경으로 두고 있다. 그들이 말하는 작독자(wreader)나 리좀(rhizome) 개념 등이 하이퍼텍스트 시를 분석하는 데 있어 아주 유용하기 때문이다. 이 때문에 지난 20여 년간 미국과 유럽을 중심으로 하이퍼텍스트 시에 대한 논의는 비교적 활발하게 진행되었다.
한국의 경우, 하이퍼텍스트 시에 대한 이론적인 연구가 상당 부분 많이 진행된 상황이지만, 이것이 창작에까지 연결된 경우는 드물다. 지난 2000년, 새천년을 맞이하여 한국문화예술위원회에서 ‘언어의 새벽’이란 이름으로 하이퍼텍스트 시 프로젝트를 진행한 것이 그 시발점이었다. ‘언어의 새벽’은  정과리 평론가의 주도하에 진행된 프로젝트로, 시인과 일반 독자들의 합동 글쓰기가 이루어진 국내 최초의 시도였다. 김수영의 시 「풀」의 첫 구절 “풀이 눕는다”를 시인과 일반 독자들이 이어 쓰면서 하이퍼텍스트 문학의 확장 가능성을 처음으로 타진했던 것이다. 이후 ‘팬포엠(fanpoem)' 같은 하이퍼텍스트 시 창작이 이루어지기도 했지만, 학문적 연구에 비해 창작은 지속적으로 이루어지지 못했다.
하이퍼텍스트 시는 구체시(Concrete Poetry)나 시각시(Visual Poetry) 등 인근 영역과의 교호를 통해 점점 확장되고 있는 추세다. 이는 예술과 과학이 결합된 시도라는 점에서 디지털 시대에 잘 부합하는 예술 장르이지만, 그에 따른 문제 역시 존재한다. 가령, 시를 쓰는 프로그래머나 프로그래밍을 할 줄 아는 시인이 거의 없다는 점이 그렇다. 게다가 독자의 참여를 어느 정도 둬야 하는가의 문제, 한국어 구조에 맞는 하이퍼텍스트 창작이 과연 가능한가 하는 문제 역시 아직 해결이 되지 않은 상태다.

## 같이 보기
- 디지털 아트
- 미디어 아트